# Paulus Arajuuri
Paulus Arajuuri (Helsinki, Finlandia, 15 de junio de 1988) es un futbolista finlandés. Juega de defensa y su equipo es el HIFK Helsinki de la Veikkausliiga.

## Carrera
Su debut profesional es en el FC Honka de Finlandia y después sería transferido al IFK Mariehamn, en donde jugó 24 partidos de 26 que disputaron en la temporada.
Luego de eso es transferido al Djurgardens IF de Suecia, en donde no tuvo mucha continuidad y entonces, ya expresado el desagrado del jugador por la situación se torna con ganas de dejar el club y es entonces, cuando los actuales campeones hasta ese entonces, el Kalmar FF se hace con los servicios de este defensor, club en el que juega hasta hoy en día, en donde ha anotado 2 veces (2 goles contra el GAIS Goteborg) y en donde logró su primera nominación a la selección absoluta de Finlandia en un partido amistoso contra Corea del Sur y su último partido al que fue convocado fue contraSuecia para las clasificatorias a la Eurocopa 2012 en donde su selección cayo por 1-2 en calidad de local.

## Palmarés

### Títulos nacionales
| Título               | Club         | País      | Año  |
| -------------------- | ------------ | --------- | ---- |
| Ekstraklasa          | Lech Poznań  | Polonia   | 2015 |
| Supercopa de Polonia | Lech Poznań  | Polonia   | 2015 |
| Supercopa de Polonia | Lech Poznań  | Polonia   | 2016 |
| Copa de Dinamarca    | Brøndby IF   | Dinamarca | 2018 |
| Veikkausliiga        | HJK Helsinki | Finlandia | 2022 |